# Блейк и Мортимер (комикс)
Приключения Блейка и Мортимера (французский: Les avontures de Blake et Mortimer, нидерландский: De avonturen van Blake en Mortimer) — это серия комиксов бельгийского автора Эдгар П. Жакобс.
Комикс, в фантастическом жанре и реалистичном стиле, был впервые издан в 1946 в бельгийском франкоговорящeм журнале комиксов Тинтин. В Нидерландах рассказы Блейка и Мортимера издавали с 1946 в «Еженедельном журнале Тинтина» («Kuifje Weekblad») и с 1964 в Пэп/Серс.

## Содержание
Главные персонажи комикса — профессор Филипп Мортимер и капитан Френсис Блейк, шпион MI5. Мортимер часто попадает в трудные положения, из которых помогает выбраться его друг капитан Френсис Блейк. Их соперник — полковник Олрик.
Профессор Филипп Ангус Мортимер — ведущий физик шотландского происхождения, выросший в Британском радже, он представляет собой архетипичного британского ученого-джентльмена.
Капитан Фрэнсис Перси Блейк, уроженец Уэльса, офицер вооруженных сил Его Величества, изучал политологию и археологию в Оксфорде, позже возглавил британскую службу безопасности MI5, вел активную деятельность, пилот-инструктор по новым типам самолётов.
Действие историй обычно происходит в 40-е годы. Но другие истории, написанные после смерти Жакобса происходят в 50-е и 60-е годы. И в них больше элементов триллера, и меньше научной фантастики.

## Важные второстепенные персонажи
Кроме Олрика, Мортимера, и Блейка, есть и другие постоянные персонажи.
Олрик
Постоянный враг Блейка и Мортимера. В конце комиксов он обычно становится жертвой. В конце истории «Тайна пирамиды» он становится безумцем в наказание за свои злодеяния. Внешность Ольрика основана на внешности самого Эдгара П. Жакобса.
Насир
Верный слуга Мортимера, сикх. В «Саркофагах шестого континента» он играет роль сотрудника индийской секретной службы.
Шарки
Постоянный приспешник Ольрика.
Гленн Кендалл
Инспектор полиции, который помогает Блейку и Мортимеру во время их приключений.
Врач Джонатан Септимус
Главный злодей в романе «Желтый знак», в котором он использует безвольного Ольрика для создания идеального человека-робота будущего.
Профессор Милоч
Ученый, настолько же одаренный, насколько и неэтичный. В альбоме «Метеоры S.O.S.» он является организатором погодного террора, то есть использует штормы, ураганы и другие плохие погодные условия, чтобы сеять ужас и панику.
Наташа Вердинска
Молодая русская шпионка британской секретной службы. Её разоблачают в «Заговоре Воронова», после чего британцы обменивают её на Олрикa.
Сара Саммертоун
Красивая блондинка, писательница и возлюбленная юности Филипа Мортимера. В возрасте 19 лет, у них короткий роман.
Коммисар Прадье
Глава парижского отделения DST, который помогает Блейку и Мортимеру в раскрытии преступлений в Париже и его окрестностях.

## История комикса
Перед Жакобсом
В 1943/44 году во фламандском молодёжном журнале «Bravo!» появился рассказ «The ‘U’ ray». Жакобс, по просьбе редактора, закончил рассказ «Флэш Гордон», который в то время печатался в журнале. Из-за войны перестали присылать комиксы из Америки, и Жакобса попросили закончить рассказ. Он был хорошо принят публикой, но эта инициатива была в конце концов запрещена немецкими оккупантами. Тогда Жакобса попросили создать свою собственную научно-фантастическую полосу. Это стало «The ‘U’ ray», там были ранные версии главных героев серии «Блейк и Мортимер».
Жакобс
В 1946 году появился бельгийский журнал комиксов «Тинтин» (Tintin), в котором были опубликованы первые эпизоды комиксов Эдгара П. Жакобса.
Тщательный метод документирования и высоко детализированный стиль рисунка привели к тому, что было опубликовано лишь несколько историй, написанных самим Жакобсом. Жакобс уделял особое внимание колористике. Цвет создает контрасты и глубину. Использование цвета Жакобсом постепенно становилось более экспрессионистским.
Жакобс умер в 1987 году. Его последний рассказ был закончен Бобом де Моором.
После Жакобса
Начиная с 1990-х годов, серию продолжают некоторые другие авторы. В этих новых историях персонажи получают дальнейшее развитие. Также появляются и некоторые новые персонажи, как например Ашока и Гита.
15 ноября 2006 года умер иллюстратор Рене Стерн, работавший вместе с Жаном ван Хамме над альбомом Блейка и Мортимера «Проклятие тридцати серебряников» («La Malédiction des Trente Deniers»), который должен был быть опубликован в конце 2006 года. Его партнёр, Шанталь де Шпигелер, писала рассказ.
Жан Ван Хамм в течение многих лет говорил, что напишет только три рассказа для «Блейка и Мортимера». Его жена уже много лет просила его прекратить писать. Последний рассказ был о политике. В итоге 22-й том, «Залив Септима», был написан не Жаном Ван Хаммом, а Жаном Дюфо.

## Адаптации
Телевизионный сериал
В 1997 году все рассказы, опубликованные до этого момента, были экранизированы в мультипликационный фильм из 13 эпизодов, каждый из которых длился около 50 минут.
Фильм
Около 20 лет в Европе предпринимались попытки адаптировать популярную историю «Желтый знак» в художественный фильм под названием «Желтый М». В нём Гон Ли должен сыграть роль злого профессора.[4] Хотя комикс в основном населен мужскими персонажами, сам мультипликатор Жакобс в свое время указал, что хотел бы видеть в фильме злодея-женщину.

## Вдохновленные «Блейком и Мортимером»
Некоторые узнаваемые идеи из комиксов «Блейк и Мортимер» позже использованы в других проектах:
— Бельгийский диджей Dr Lektroluv использует профессора Милоча в качестве портретного рисунка на обложках альбомов.
— Комикс «Тень над Британской империей» была опубликована в 2005 году Пьером Вейсом и Николь Барраль. Второй том под названием «A Devil’s Trap» был выпущен в 2011 году. Третий том под названием «S.O.S. Meteorologists» последовал в 2014 году.[6] Серия комиксов «Приключения Филипа и Фрэнсиса» является пародией на Блейка и Мортимера.
— Голландская танцевальная группа Atlantic Ocean использовала «Загадку Атлантиды» в качестве вдохновения для сингла «Trance Atlantis» (1999). На обложке альбома и в клипе изображены космические корабли из этого альбома.